# Bernard Purdie
Bernard Purdie (* 11. června 1939 Elkton, Maryland, USA) je americký bubeník. Svou kariéru zahájil koncem padesátých let v rodném Elktonu, ale brzy poté se přestěhoval do New Yorku. V polovině devadesátých let byl členem tria The 3B's, ve kterém spolu s ním hráli kontrabasista Bob Cunningham a klavírista Bross Townsend. během své kariéry nahrál řadu alb jako leader a spolupracoval s mnoha dalšími hudebníky, mezi které patří Miles Davis, Jack McDuff, Gábor Szabó, James Brown, Yusef Lateef, Dizzy Gillespie, Todd Rundgren nebo skupina Steely Dan.